# Francisco Cerecedo
Francisco González Cerecedo, més conegut com a Francisco Cerecedo (Vigo, 1940 - Colòmbia 1977) fou un periodista gallec. Estudià dret a la Universidat de Salamanca i periodisme a l'Escola Oficial de Periodisme de Madrid. Comença com a redactor al diari Pueblo Gallego de Vigo, desaparegut en 1979, i on entrevistà l'escriptor gallec Eduardo Blanco Amor.
En 1965 col·laborà a Blanco y Negro i més tard al diari Madrid i a Cambio 16, amb els quals treballà com a corresponsal en el Tercer Món i esdevingueren famoses les seves cròniques des d'Eritrea, Algèria, Líban, Iemen del Sud, Sàhara Occidental i Amèrica Llatina, així com entrevistes i cròniques exclusives. El seu afany de ser testimoni del temps en què va viure el va fer un referent per als periodistes de la seva generació arreu d'Espanya. Va morir d'un vessament cerebral el setembre de 1977 quan acompanyava l'aleshores candidat del PSOE a les eleccions generals espanyoles de 1977, Felipe González, en un viatge per Colòmbia. En honor seu el 1984 es van establir els Premis de Periodisme Francisco Cerecedo.